# Římskokatolická farnost Kostomlaty nad Labem
Římskokatolická farnost Kostomlaty nad Labem je zaniklé územní společenství římských katolíků v Kostomlatech nad Labem a okolí. Organizačně spadalo do nymburského vikariátu, který byl jedním z vikariátů litoměřické diecéze. Nymburský vikariát zanikl v rámci změn hranic diecézí ke 31. květnu 1993 a farnost byla začleněna do pražské arcidiecéze do staroboleslavského vikariátu.

## Kostely a kaple na území farnosti
| Fotografie | Kostel                 | Místo                | Zeměpisné souřadnice            |
| ---------- | ---------------------- | -------------------- | ------------------------------- |
|            | Kostel sv. Bartoloměje | Kostomlaty nad Labem | 50°11′5″ s. š., 14°57′17″ v. d. |

Ve farnosti se nacházely také další drobné sakrální stavby a pamětihodnosti.

## Historie farnosti
Farnost byla kanonicky zřízena od roku 1737. Zanikla od 1. ledna 2006, kdy se stala součástí farnosti Lysá nad Labem.